# Моносплайн
Моносплайн — вид сплайна, сконструированный из степенной функции {\displaystyle x^{m}} и полиномиального сплайна степени {\displaystyle m-1}, получивший распространение в задачах поиска наилучших квадратурных формул для дифференцируемых функций и ряде других приложений; считаются удобными для компьютерных реализаций.
Формально, для заданного целого числа {\displaystyle m}, множества узлов {\displaystyle \Delta =(x_{1}<x_{2}<\dots <x_{k})} и вектора гладкости {\displaystyle {\mathfrak {M}}=(m_{1},\dots ,m_{k})} ({\displaystyle 1\leqslant m_{i}\leqslant m} для всех {\displaystyle i=1,\dots ,k}), класс моносплайнов степени {\displaystyle m} определяется как:
{\displaystyle {\mathcal {MS}}(P_{m-1},{\mathfrak {M}},\Delta )=\left\{{\frac {x^{m}}{m!}}+s(x)\mid s\in {\mathcal {S}}(P_{m-1},{\mathfrak {M}},\Delta )\right\}},
где {\displaystyle {\mathcal {S}}(P_{m-1},M,\Delta )} — класс полиномиальных сплайнов степени {\displaystyle m-1} над множеством узлов {\displaystyle \Delta } и вектором гладкости {\displaystyle {\mathfrak {M}}} (что означает равенство в {\displaystyle i}-м узле производных стыкующихся многочленов вплоть до {\displaystyle m_{i}}-й степени включительно).
Многие свойства моносплайнов наследуются от полиномиальных сплайнов, в частности, для них имеет место следующий результат: если {\displaystyle f} — моносплайн класса {\displaystyle {\mathcal {MS}}(P_{m-1},{\mathfrak {M}},\Delta )}, то его правосторонняя производная {\displaystyle f'_{+}} — моносплайн класса {\displaystyle {\mathcal {MS}}(P_{m-2},{\mathfrak {M}}',\Delta )}, где {\displaystyle {\mathfrak {M}}'=\{\min(m_{1},m-2),\dots ,\min(m_{k},m-2)\}}. Для переноса ряда свойств с полиномиальных сплайнов на моносплайны разработаны специальные техники, в частности, для определения кратности нулей.
Пространство моносплайнов {\displaystyle {\mathcal {MS}}(P_{m-1},{\mathfrak {M}},\Delta )} выпукло, при этом не является линейным (в отличие от пространств полиномиальных сплайнов).